# Via Lata

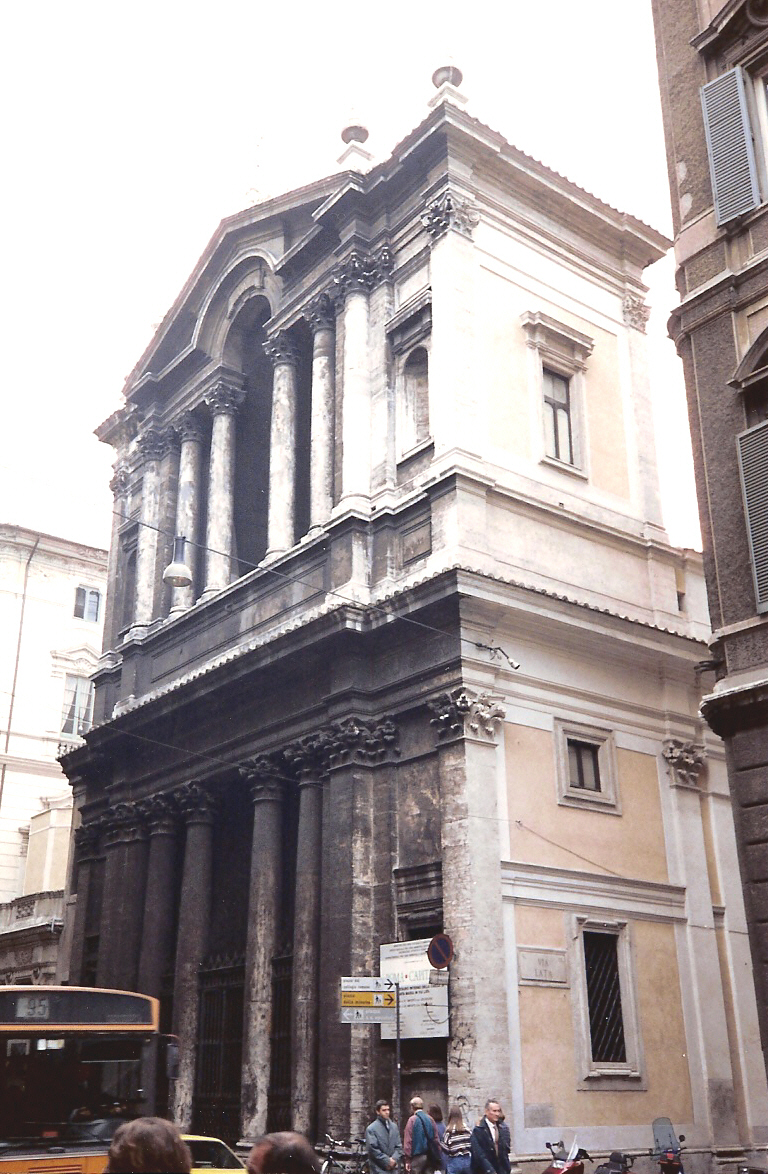
Église Santa Maria in Via Lata.

La Via Lata est une voie antique romaine, tronçon de la Via Flaminia.
À l'intérieur de la ville antique de Rome, elle relie la porte Fontinale percée dans la muraille Servienne à la porta Flaminia ouverte dans le mur d'Aurélien.

## Historique

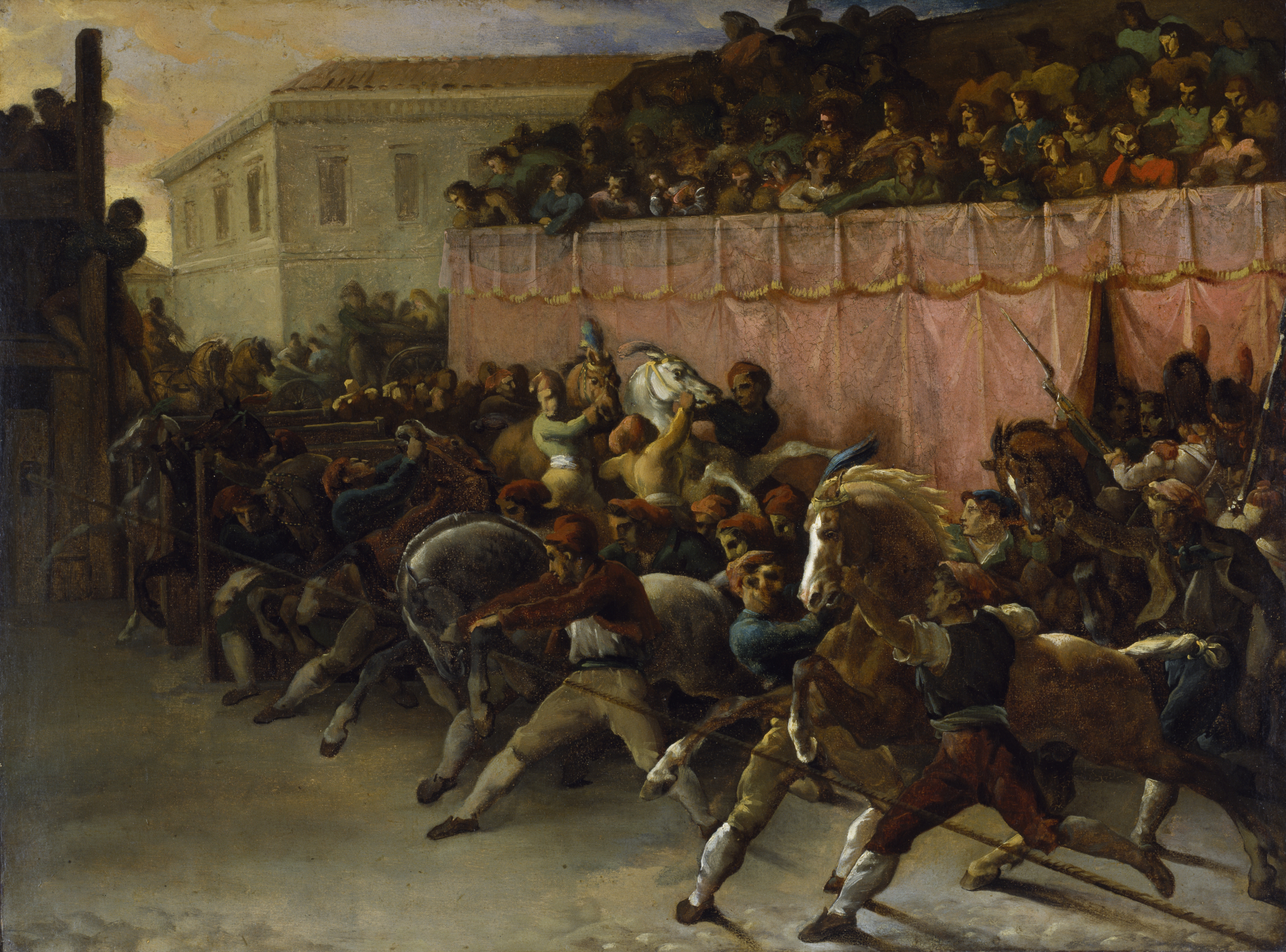
Corsa dei barberi, 1818.

Son nom est attesté par deux inscriptions et il apparaît dans les Régionnaires de Rome à propos de la Regio VII.
Cette appellation se maintient au Moyen Âge mais, en 1466, le pape Paul II décide d'y organiser la « Corsa dei barberi », principale manifestation du carnaval romain. Elle prend alors le nom de « via del Corso ».

## Parcours

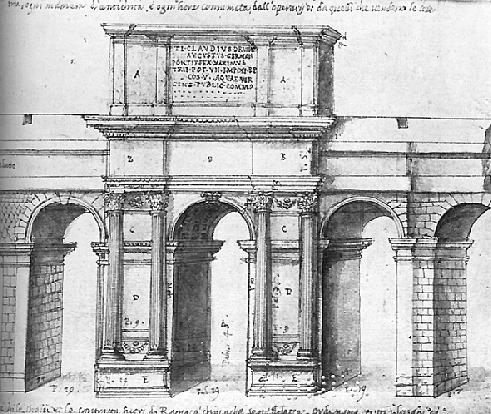
Arcs de Claude, sur la Via Lata.

Il s'agit d'un tronçon de la Via Flaminia à l'intérieur de la ville de Rome, de la porte Fontinale au sud à la porta Flaminia au nord. Deux pyramides, encadrant la voie, marquent la limite avec le Champ de Mars.
Plusieurs monuments la jalonnent dans l'Antiquité : les arcs de triomphe de Dioclétien, Claude (ancienne arche supportant l'Aqua Virgo lorsqu'il traverse le voie), Domitien et Marc Aurèle, ce dernier étant détruit avant le IVe siècle pour rectifier le tracé de la voie. À la fin de cette époque et au Moyen Âge y sont construits l'Église Santa Maria in Via Lata et le collège romain. Sous l'église un galerie antique est peut-être le vestige d'une série de boutiques bordant la voie.